# Saint-Amand (Mancha)
 Saint-Amand era una comuna francesa situada en el departamento de Mancha, de la región de Normandía, que el 1 de enero de 2017 pasó a ser una comuna delegada de la comuna nueva de Saint-Amand-Villages al fusionarse con la comuna de Placy-Montaigu.

## Historia
En 1973, las comunas de La Chapelle-du-Fest y Saint-Symphorien-les-Buttes pasaron a ser comunas asociadas de la comuna de Saint-Amand.
En el momento de la creación de la comuna nueva de Saint-Amand-Villages, las comunas asociadas de La Chapelle-du-Fest y Saint-Symphorien-les-Buttes, que formaban parte de la comuna de Saint-Amand, fueron suprimidas.

## Demografía
| Gráfica de evolución demográfica de Saint-Amand entre 1800 y 2014 |
|                                                                   |

Los datos entre 1800 y 2013 son el resultado de sumar los parciales de las tres comunas que formaron la comuna de Saint-Amand, cuyos datos se han cogido de 1800 a 1968/1999, para las comunas de La Chapelle-du-Fest, Saint-Amand y Saint-Symphorien-les-Buttes de la página francesa EHESS/Cassini. Los demás datos se han cogido de la página del INSEE.